# Pterolophia grossescapa
Pterolophia grossescapa là một loài bọ cánh cứng trong họ Cerambycidae.